# Магдалена Костова-Панайотова
Магдалена Костова-Панайотова е българска литературоведка,  славистка, литературна критичка и журналистка.

## Биография
Родена е в Плевен. Завършила е Руската езикова гимназия в София и българска филология и журналистика в Софийския университет „Св. Кл. Охридски“ (1991).
От 1993 до 1996 г. е аспирантка на самостоятелна подготовка в Катедрата по руска литература при СУ „Св. Климент Охридски“. Защитава дисертация на тема „Художественият свят на Георгий Иванов. Поезия и проза“ (1997). От 1999 до 2002 г. води лекции на хонорар към ВТУ „Св. св. Кирил и Методий“, а от 2000 до 2011 г. – към СУ „Св. Кл. Охридски“. От 2006 г. след конкурс е редовен доцент по руска литература към Югозападния университет „Неофит Рилски“, а от 2010 г. – професор.
Автор на рецензии, отзиви и др. материали в периодичния печат – „Литературен вестник“, „Култура“, „Неделник“, сп. „Език и литература“, „Български език и литература“ и др. Автор на учебни и методически материали в сп. „Ученически свят“, „Аз Буки“ и др.

## Членство в научни и обществени организации
Магдалена Костова-Панайотова членува в:
- Съюза на учените в България,
- Международната асоциация на преподавателите по руски език и литература – МАПРЯЛ,
- Българската асоциация на университетските жени (БАУЖ),
- Литературната академия „Аудитория“ – „Максим Горки“, Москва.
- Българския ПЕН клуб

## Редакторска работа
Магдалена Костова-Панайотова осъществява и активна редакторска дейност. Редактор е на рубриките „Култура“, „Общество“ и „Личности“ на вестник „Неделник“, Ню Йорк (2000-2007). Редактор в електронното списание „Public Republic“. Член на редакционната колегия на международното ежемесечно литературно-научно списание Другое полушарие (Москва). Член на международния редакционен съвет на сп. „Вестник славянских культур“ (Москва). Член на редкционния съвет на сп. „Чуждоезиково обучение“. (Web of science)     Член на  редакционния съвет на OPEN JOURNAL FOR STUDIES IN LINGUISTCS (OJSL). Член на  редакционния съвет American International Journal of Humanities and Social Science (AIJHSS).
Редактор в електронно списание „LiterNet“. Главен редактор е на сп. „Езиков свят“, орган на Филологическия факултет в ЮЗУ, Благоевград.

## Преводи
Преводач и редактор на 15 книги към издателствата „ПАН“, „Слънце“ и „Труд“. Сред преводите на М. Панайотова са текстове на Георгий Иванов, Дмитрий Пригов, Генадий Айги, Вадим Степанцов, Юлия Немирова, Модрис Аузинш.

## Награди
- Носител на наградата на Българско национално радио за стихосбирката Тропизми (1997),
- Носител на наградата за литературна критика от конкурса „Южна пролет“ – за книгата Животът, който ми се присъни (Поезията и прозата на Георгий Иванов) (2000).
- Подкрепа на Министерството на културата  - за 2015 г. за книгата „Вечност и още един ден“

### Монографии
- Между играта и откровението (Прозата на Георгий Иванов). София: Светра, 1995.
- Животът, който ми се присъни (Поезията и прозата на Георгий Иванов). София: Херон Прес, 2000, 206 с. ISBN 954-580-074-7
- Българската литературна класика. София: Сема – РШ, 2003 (второ доп. изд., 2004), 200 с. ISBN 978-954-802-137-4
- Dэ_конструкция на канона. Руска неофициална лирика. София: Сема – РШ, 2003, 128 с. ISBN 954-802-120-Х
- В полето на авангарда. Руската поезия: 50-90-те г. на ХХ век. София: Сема – РШ, 2006, 239 с. ISBN 978-954-8021-74-6
- Руският ХХ век чете: класиката, без която не можем. Благоевград: УИ „Неофит Рилски“, 2008, 125 с. ISBN 978-954-680-567-6
- Руският поетически авангард през ХХ век: теория и практика. Благоевград: УИ „Неофит Рилски“, 2010. ISBN 978-954-680-648-2
- Близки непознати. Другият език или за езиците на Другостта. Благоевград. УИ „Неофит Рилски“, 2013. ISBN 978-954-680-882-0
- По шевовете на литературата (Между Изтока и Запада - граници и идентичности). УИ "Неофит Рилски", Благоевград, 2021 ISBN 978-954-00-0269-9

### Стихосбирки
- Тропизми. София: Китира, 1996.
- Падащи знаци. Велико Търново: Фабер, 2008.
- Вечност и още един ден. Университетско издателство, Благоевград, 2015.